# Susan Glaspell
Susan Glaspell (Davenport, 1º luglio 1876 – Provincetown, 27 luglio 1948) è stata una scrittrice, giornalista e drammaturga statunitense.

## Biografia
Susan Glaspell nacque nel 1876 da Elmer Glaspell, agricoltore e Alice Keating, insegnante. Trascorse la sua infanzia in un ambiente rurale, dove ebbe contatti anche con la popolazione indiana Sauk.
Il suo corso di studi si svolse dapprima alla scuola pubblica di Davenport e poi alla Drake University, nella quale si mise in evidenza sia per il rendimento scolastico sia per le sue idee innovative.

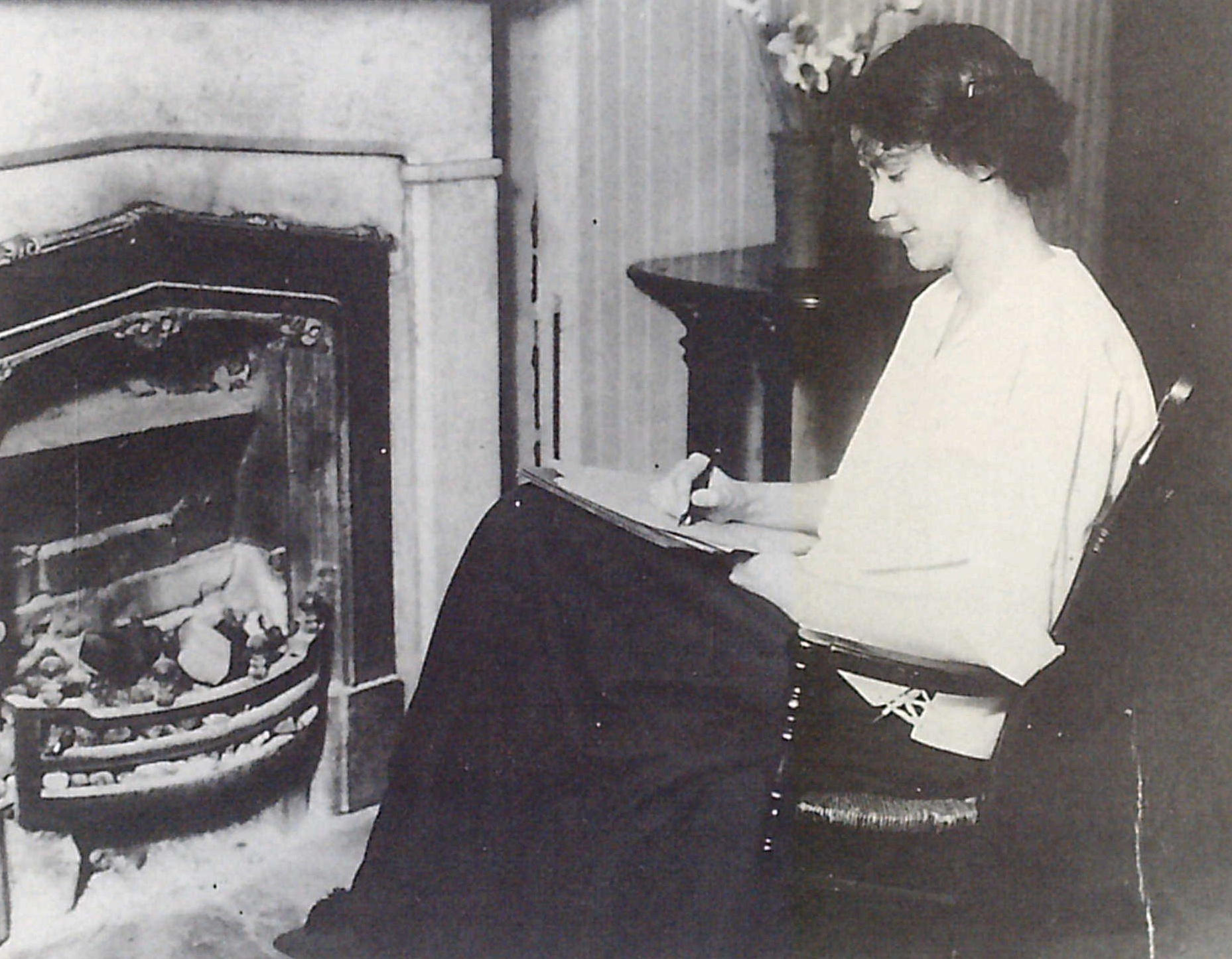
Susan Glaspell intorno al 1913.

Durante la sua carriera letteraria si occupò di giornalismo, scrisse nove romanzi, una cinquantina di brevi racconti, però deve la sua notorietà soprattutto all'attività teatrale racchiusa in quindici lavori.
Il suo primo romanzo è del 1909 e si intitola The Glory of the Conquered.
Pochi anni dopo, intorno al 1915 Glaspell si trasferì a New York per frequentare il Greenwich Village, dove partecipò al primo movimento artistico d'avanguardia, comprendente Upton Sinclair, Emma Goldman, and John Reed.
Assieme al marito, George Cram Cook, fondò e diresse la compagnia teatrale dei Pricetown Players, che portò in scena le sue opere che riscossero il maggior successo: Suppressed Desires ("Desideri repressi", 1915), acuta satira della psicoanalisi freudiana; Trifles ("Inezie", 1917), brillante approfondimento della psicologia delle donne letto, affrontato e immerso in atmosfere, temi e intrecci gialli-polizieschi; Bernice ("Bernice", 1919), incentrata sulle problematiche femminili; The Inheritors ("Gli eredi", 1921), in cui l'autrice si occupa di tematiche politiche, quali i contrasti fra i liberali e i conservatori; The Verge ("Il limite", 1921), dove riaffiora l'analisi psicologica; Alison's House ("Casa di Alison", 1930), derivata seppur indirettamente dalla figura di Emily Dickinson, che non a torto viene considerata dai critici letterari il suo lavoro più significativo, e che ottenne il Premio Pulitzer nell'anno 1931.
Glaspell viene considerata dai critici letterari una pioniera femminista e la più importante autrice teatrale statunitense del Novecento.

## Opere

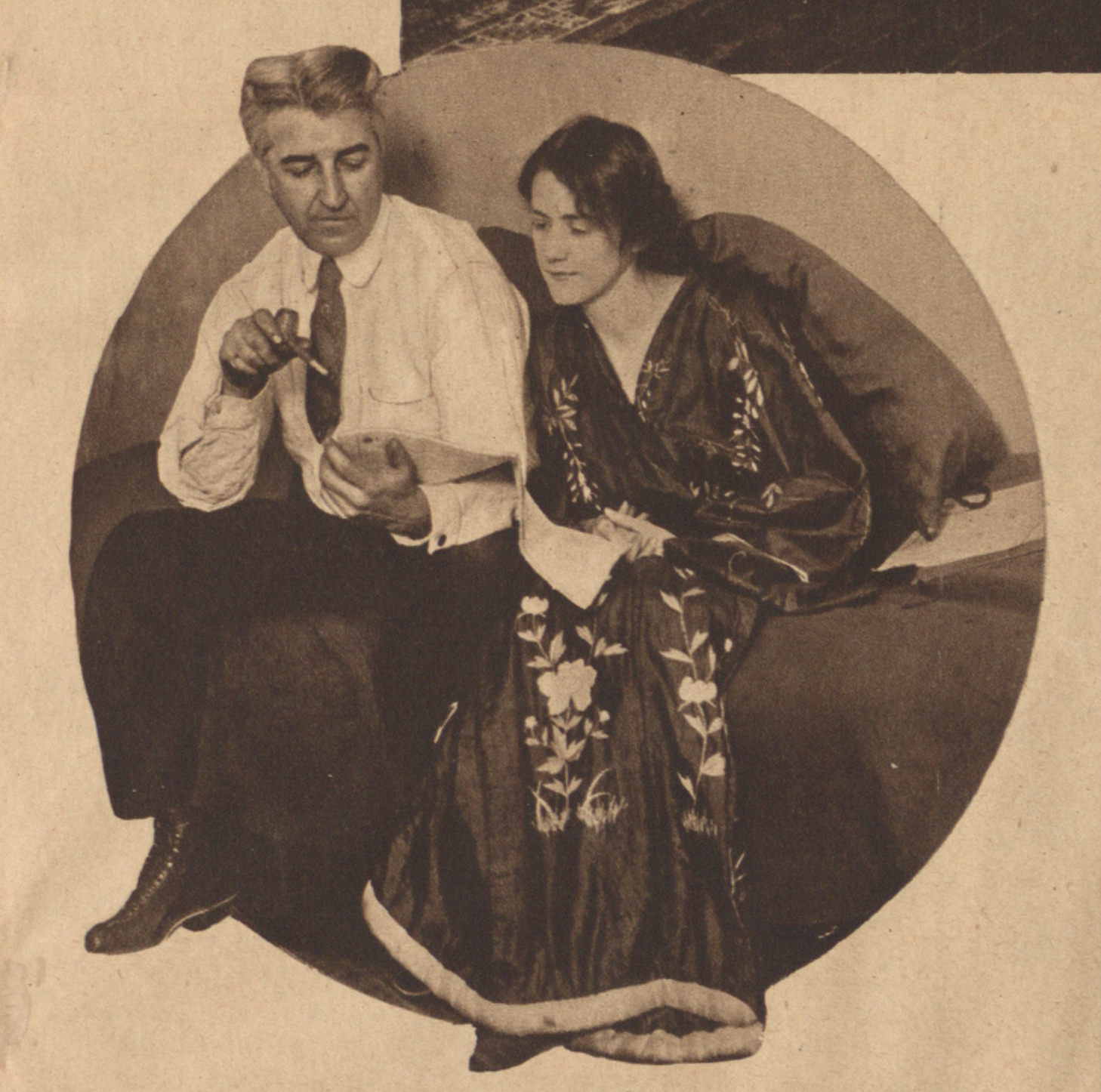
Glaspell e il marito George Cram Cook nel 1917

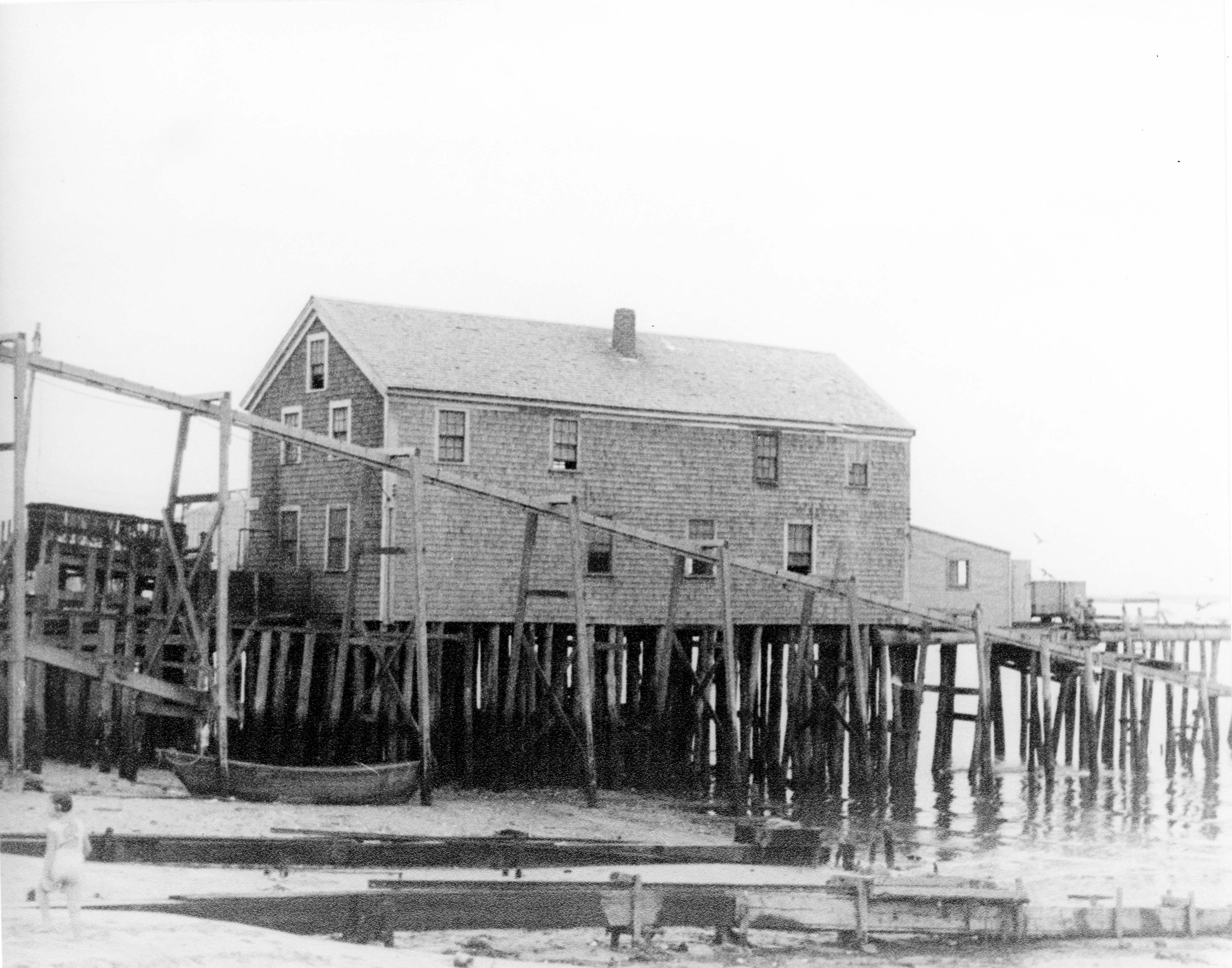
Il Provincetown Theatre in Provincetown, Massachusetts

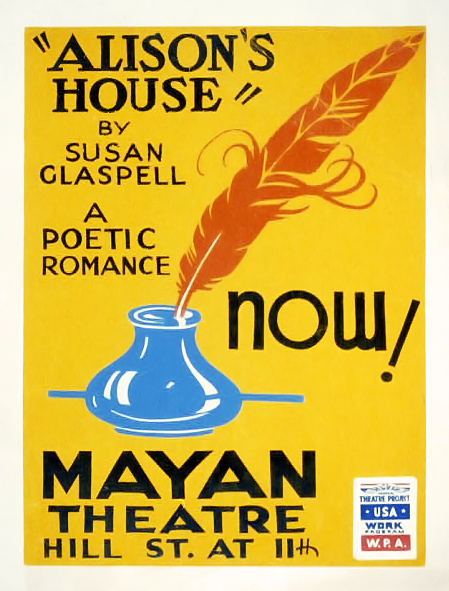
Poster per la produzione WPA del 1938 di Alison's House, per la quale Glaspell ha vinto il premio Pulitzer.

### Teatro
- Suppressed Desires (1915), scritta con George Cram Cook;
- Trifles (1916);
- Close the Book (1917);
- The Outside (1917);
- The People (1917);
- Woman's Honor (1918);
- Tickless Time (1918), scritta con George Cram Cook;
- Free Laughter (1919);
- Bernice (1919);
- Inheritors (1921);
- The Verge (1921);
- Chains of Dew (1922);
- The Comic Artist (1927), scritta con Norman Matson;
- Alison's House (1930);
- Springs Eternal (1943).

### Romanzi
- The Glory of the Conquered (1909);
- The Visioning (1911);
- Fidelity (1915);
- Brook Evans (1928);
- Fugitive's Return (1929);
- Ambrose Holt and Family (1931);
- The Morning is Near Us (1939);
- Norma Ashe (1942);
- Judd Rankin's Daughter (1945).

### Racconti
- Lifted Masks (1912);
- Una giuria di sole donne (A Jury of Her Peers, 1917), traduzione di Roberto Serrai, Sellerio, 2022, ISBN 9788838920981;
- Her America: A Jury of Her Peers and Other Stories by Susan Glaspell (2010).

### Altro
- The Road to the Temple (1926), biografia di George Cram Cook;
- Cherished and Shared of Old (1926).